# Zaida Bergroth
Zaida Bergroth (* 8. Februar 1977 in Kivijärvi) ist eine finnische Filmregisseurin und Drehbuchautorin.

## Leben
Zaida Bergroth ist die Tochter der Künstlerin Marjatta Tapiola. Ihre ältere Schwester ist die Autorin Aina Bergroth. Sie schloss ihr Studium 2004 an der Aalto-Universität ab.
Mit Skavabölen pojat debütierte Bergroth 2009 als Filmregisseurin für einen Langspielfilm. Das Drama war eine Literaturverfilmung des gleichnamigen Theaterstückes von Antti Raivio aus dem Jahr 1991. Sie erhielt, gemeinsam mit Raivio und Jan Forsström, eine Auszeichnung beim Jussi für das Beste Drehbuch. Mit ihrem zweiten Spielfilm Hyvä poika wurde sie 2012 erneut für das Beste Drehbuch und die Beste Regie nominiert.
Ihren bisher größten Erfolg hatte sie mit der 2020 veröffentlichten Filmbiografie Tove. In diesem wird Tove Janssons Werdegang als Künstlerin von ihren Anfängen als Malerin bis zu ihrem Durchbruch als Schriftstellerin mit ihren berühmtesten Figuren, den Mumins, gezeigt. Der Film wurde für zehn Jussis nominiert, wovon er sieben Auszeichnungen erhielt. Bergroth wurde dabei für die Beste Regie ausgezeichnet. Und er war der finnische Beitrag für die Bewerbung als bester internationaler Film für die Oscarverleihung 2021, wurde aber nicht nominiert. Darüber hinaus gelangte der Film auch in die Vorauswahl für die Golden Globe Awards 2021 (Bester fremdsprachiger Film).

## Filmografie (Auswahl)
- 2009: Skavabölen pojat
- 2011: Hyvä poika
- 2017: Miami
- 2019: Marian paratiisi
- 2020: Tove